# Pedro Troglio
Pedro Troglio (* 28. červenec 1965, Luján, Buenos Aires, Argentina) je bývalý argentinský fotbalista.

## Reprezentace
Pedro Troglio odehrál 21 reprezentačních utkání. S argentinskou reprezentací se zúčastnil Mistrovství světa 1990.

## Statistiky
| Argentina | Argentina | Argentina |
| Roky      | Záp.      | Góly      |
| --------- | --------- | --------- |
| 1987      | 1         | 0         |
| 1988      | 3         | 1         |
| 1989      | 8         | 0         |
| 1990      | 9         | 1         |
| Celkem    | 21        | 2         |